# Avenida Estado de Israel
La avenida Estado de Israel es una arteria vial de la Ciudad de Buenos Aires, Argentina.

## Características
A pesar de contar con ocho cuadras de recorrido, siendo de menor longitud que otras avenidas porteñas, Estado de Israel se caracteriza por un gran movimiento vehicular, al ser un acceso directo entre las avenidas Córdoba y Corrientes; siendo únicamente mano en este sentido. 
La esquina con las avenidas Corrientes y Ángel Gallardo se caracteriza por ser una zona comercial de alto movimiento peatonal; por allí pasa la Línea B de subterráneos.
Existe un proyecto para que parte de la futura Línea G de subtes corra por debajo de la totalidad de la avenida.
Antiguamente, Estado de Israel era una calle con un boulevard central con un frondoso arbolado. Según muestran las imágenes satelitales, el mismo fue retirado entre 1940 y 1965.

## Recorrido

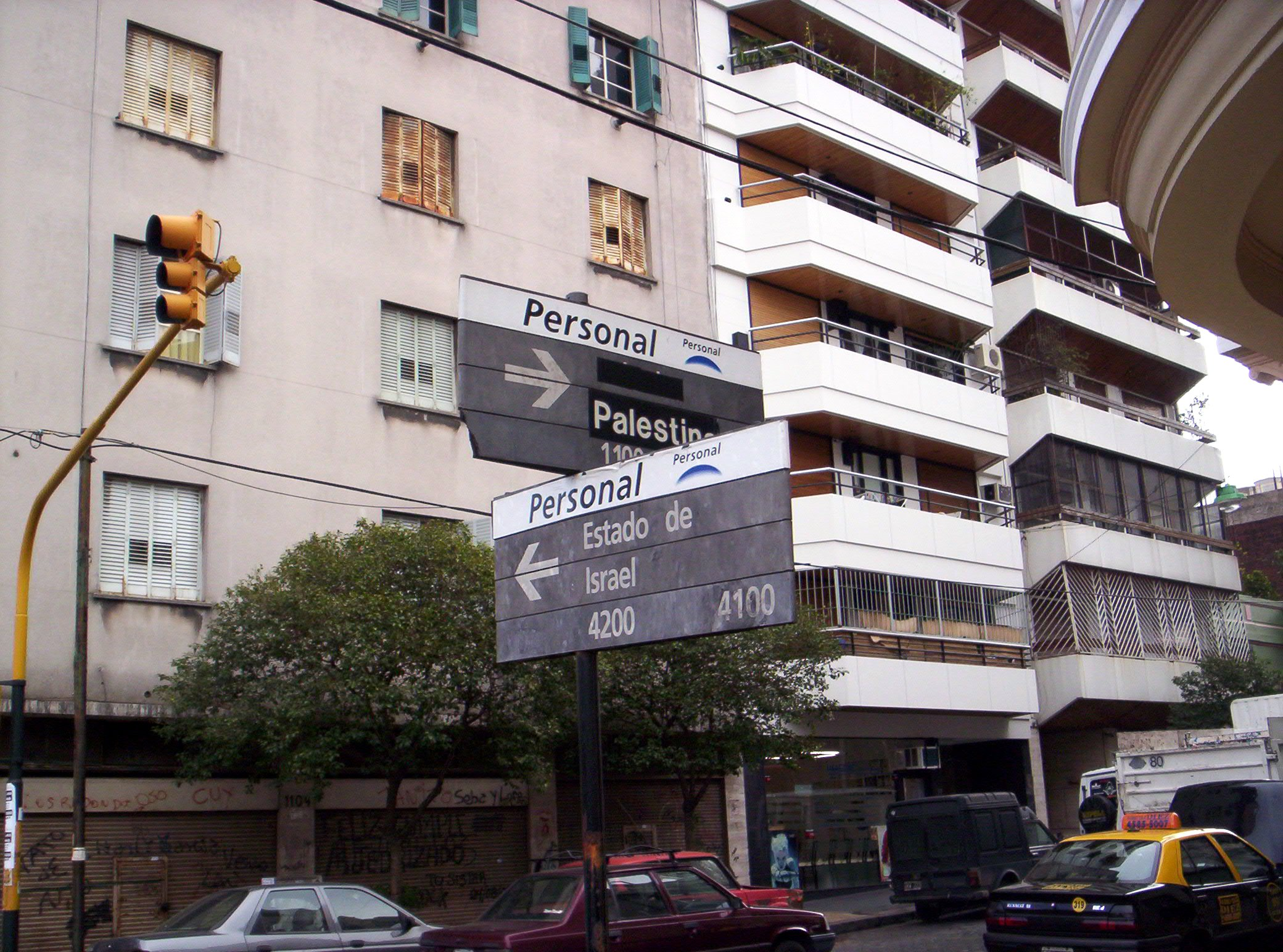
Intersección de la Avenida Estado de Israel con la calle Palestina, en el barrio de Almagro.

La avenida comienza en la Calle Gascón, siendo una bifurcación de la Avenida Córdoba, aunque también se la puede considerar como una continuación de la Calle Lavalle. 
Toma dirección oeste en sus primeros 200 m. La primera calle que corta es Palestina. Cabe destacar que esta esquina es lugar de realización de actos por la paz árabe-israelí.
Unos metros más adelante, la avenida toma una curva muy pronunciada hacia el sudoeste.
Termina en la Avenida Corrientes, continuando como la Avenida Ángel Gallardo. Allí se encuentra la estación Ángel Gallardo de la Línea B de subte.
Antiguamente su nombre era Río de Janeiro, por ser considerada la continuación de ésta luego de Avenida Ángel Gallardo.
|  |  | STR+l + RM |

| lAMPEL | CONTgq | RMKRZ | STRq |

|  | CONTgq | STRr + RM |  |

| lAMPEL | CONTgq | RMKRZ | STRq |

| lAMPEL | STRq | RMKRZ | CONTfq |

| lAMPEL | CONTgq | RMKRZ | STRq |

| lAMPEL | STRq | RMKRZ | CONTfq |

| lAMPEL | CONTgq | RMKRZ | STRq |

| lAMPEL | STRq | RMKRZ | CONTfq |

| lAMPEL | RMq | RMKRZ | RMCONTfq |

|  |  | RMCONTf |